# Hansjürg Zumstein

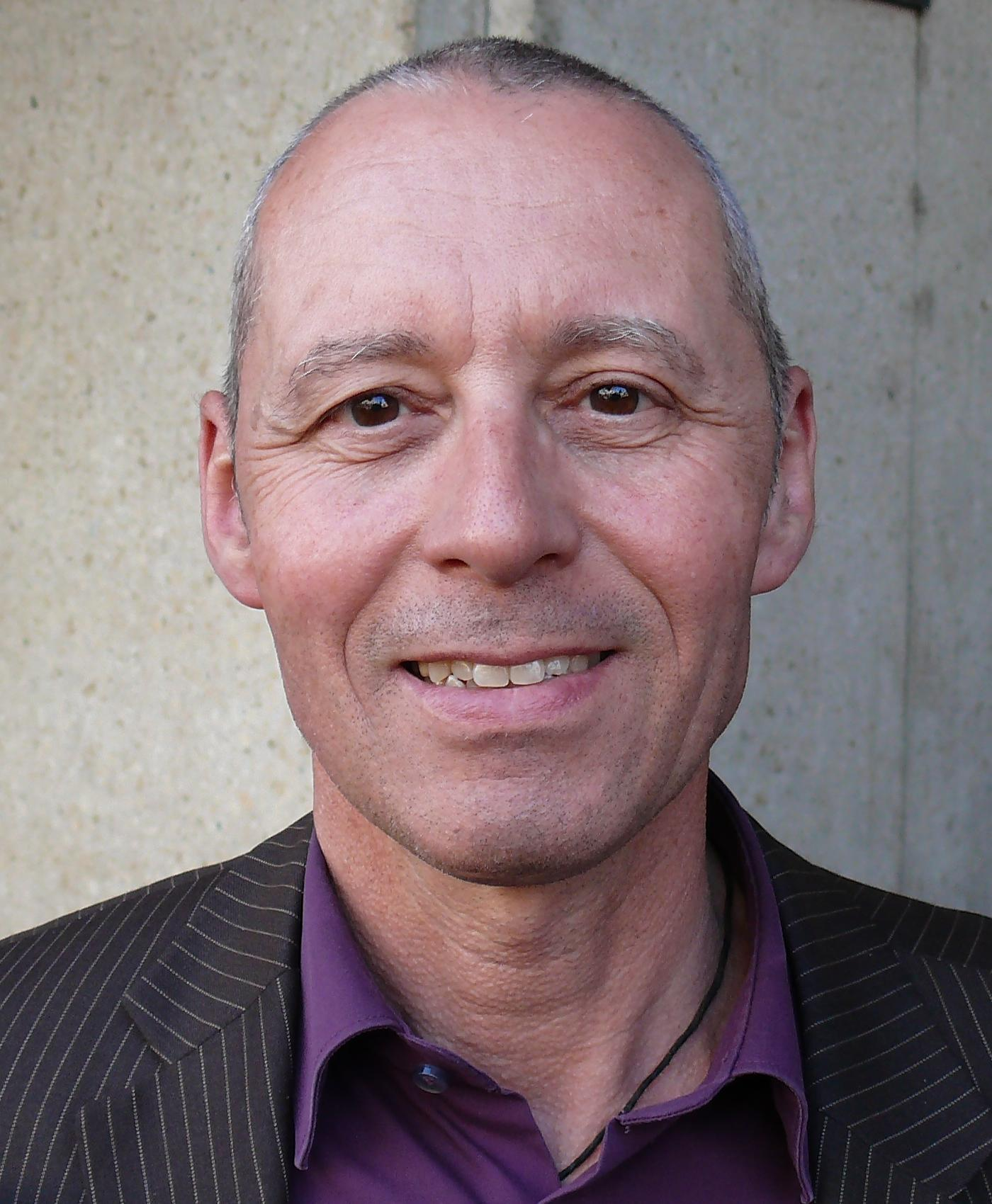
Hansjürg Zumstein (2011)

Hansjürg Zumstein (* 21. September 1957 in Bern) ist ein Schweizer Dokumentarfilmer.

## Leben
Zumstein wuchs in Kehrsatz auf. Er machte eine Lehre als kaufmännischer Angestellter. Auf dem zweiten Bildungsweg holte er die Matura nach und studierte Geschichte, Verfassungstheorien und Publizistik an der Universität Bern und an der Sorbonne in Paris. Nach dem Studium wurde Zumstein Redaktor bei der Berner Zeitung. Ab 1989 arbeitete er als Redaktor beim Schweizer Fernsehen für die Sendungen Kassensturz, 10vor10 und Rundschau. Bis zu seiner Pensionierung 2022 arbeitete er für die Abteilung Dokumentarfilme, wo er sich auf Themen aus der Schweiz konzentrierte. Sein erster TV-Dok, Die Kingsclub-Pleite, von 1995 thematisierte das Schneeballsystem des European Kings Club, mit dem viele Leute ihre Ersparnisse verloren. Für Aufsehen sorgte sein Film Die Abwahl (2008), der nachzeichnet, wie SVP-Bundesrat Christoph Blocher überraschend durch seine Parteikollegin Eveline Widmer-Schlumpf ersetzt wurde.
Zumstein verwendete als einer der ersten TV-Journalisten eine eigene, handliche Kamera. Seine Filme entstanden aber vor allem durch die Montage von Archivmaterial.

## Filmografie
- 1995: Die Kingsclub-Pleite
- 1997: Die Fluchthelfer von Diepoldsau
- 2006: Swissair – die letzten Jahre und die letzten Tage
- 2008: Die Abwahl, die Geheimoperation gegen Christoph Blocher
- 2008: Der Fall, wie die UBS in den Strudel der Finanzkrise geriet
- 2009: Mit dem Rücken zur Wand. Schweizer Bauern immer stärker unter Druck
- 2009: Die Akte UBS, Hintergründe des Falls Nr 09-20423
- 2010: Der Euro am Abgrund, wie Deutschland und Griechenland die Eurokrise auslösten
- 2010: Habgier und die bösen Folgen (über den European Kings Club)[3]
- 2011: Als die Schweiz den Atem anhielt: Das Drama der Swissair
- 2011: Kachelmanns Fall
- 2012: Der Zusammenbruch. Wie die Familie Erb Milliarden verdiente und wieder verlor
- 2013: Die zwei Leben des Patrick Fuchs
- 2013: Spion wider Willen (über Urs Tinner)[4]
- 2013: Das System Armstrong
- 2014: Der schmerzvolle Abschied – Wie das Bankgeheimnis abhanden kam
- 2015: Der Landesverrat (über die Obersten-Affäre)
- 2018: Generalstreik 1918 – die Schweiz am Rande eines Bürgerkrieges (über den Landesstreik)[5]
- 2020: Ems-Chemie – die verborgene Geschichte. Dunkle Helfer nach dem Zweiten Weltkrieg[6]
- 2022: Die SBB – eine Politstory über tiefrote Zahlen und grüne Zukunft
- 2022: FIFA – Das Monster[7]
- 2023: Christoph Blocher – Leben und Kampf für seine Schweiz. In: SRF DOK, 13. Dezember 2023, 97 Min (YouTube).

## Auszeichnungen
- 2011 Medienpreis des Schweizerischen Anwaltverbands für Habgier und böse Folgen
- 2011 Hauptpreis für Finanzjournalisten des Magazins Private für Der Euro am Abgrund[8]
- 2010 Ehrenpreis des Magazins Private für Die Akte UBS